# Limnophila brunneistigma
Limnophila brunneistigma är en tvåvingeart som beskrevs av Alexander 1931. Limnophila brunneistigma ingår i släktet Limnophila och familjen småharkrankar. Inga underarter finns listade i Catalogue of Life.